# Vườn quốc gia Bantimurung – Bulusaraung
Vườn quốc gia Bantimurung – Bulusaraung là một vườn quốc gia ở Nam Sulawesi, Indonesia. Vườn quốc gia này bao gồm khu vực karst Rammang-Rammang, là khu vực núi đá vôi lớn thứ hai được biết đến trên thế giới chỉ sau khu vực ở karst Nam Trung Quốc.
Vườn quốc gia nằm ở huyện Maros, cách 50 kilômét về phía bắc của Makassar, và cách sân bay quốc tế Sultan Hasanuddin 20 kilômét. Hầu hết các thành tạo karst đều cao và dốc gần như tạo thành góc 90 độ dọc theo hai bên đường từ thành phố Maros đến Bantimurung và tiếp tục kéo dài đến Pangkajene dan Kepulauan (thường được viết tắt là Pangkep).
Khu vực núi đá vôi rộng 43.750 hecta và có 286 hang động trong đó có 16 hang động tiền sử ở Maros và 17 hang động tiền sử ở Pangkep. Vườn quốc gia có một thác nước với hai hang động, cái bên trái gọi là "hang mộng mơ" còn bên phải là "hang đá".

## Lịch sử
Chuyến thám hiểm chính đầu tiên đến Bantimurung được thực hiện bởi Alfred Wallace từ tháng 7 đến 10 năm 1857. Sau đó, ông công bố kết quả khám phá của mình trong cuốn sách The Malay Archipelago (Quần đảo Mã Lai) khuyến khích nhiều nhà nghiên cứu đến thăm Maros.
Sau đó, trong giai đoạn 1970–1980, có năm khu bảo tồn được thiết lập ở vùng đá vôi Maros-Pangkep, bao gồm hai công viên tự nhiên (Bantimurung và Gua Pattunuang) và ba khu bảo tồn động vật hoang dã (Bantimurung, Karaenta và Bulusaurung). Năm 1993, đại hội Liên đoàn Hang động Quốc tế lần thứ 11 đã đề xuất Karst Maros-Pangkep là di sản thế giới. Hội thảo môi trường của trường đại học Hasanuddin cũng khuyến nghị cần phải bảo vệ khu vực này. Hơn nữa, vào tháng 5 năm 2001, văn phòng Liên minh Bảo tồn Thiên nhiên Quốc tế (IUCN) khu vực châu Á và Trung tâm Di sản thế giới của UNESCO đã tổ chức Diễn đàn Châu Á - Thái Bình Dương về hệ sinh thái karst và Di sản thế giới tại Sarawak, Malaysia. Điều này đã thuyết phục chính phủ Indonesia bảo tồn Maros-Pangkep. Cuối cùng vào năm 2004, bộ Lâm nghiệp tuyên bố giao 43.750 ha đất Bantimurung-Bulusaurung trở thành khu bảo tồn động vật hoang dã, công viên tự nhiên, khu bảo tồn rừng, rừng khai thác hạn chế, với tên gọi Vườn quốc gia Bantimurung – Bulusaraung.

## Động vật
Nằm trong khu vực chuyển tiếp của châu Á và châu Úc, vườn quốc gia có chứa nhiều bộ sưu tập động vật độc đáo bao gồm khỉ đuôi dài Macaca, hồng hoàng Sulawesi, hồng hoàng nhăn Sulawesi, cầy cọ đảo Sulawesi, lợn rừng Malaysia, dơi. Gần đây vào tháng 3 năm 2008, nó đã được ghi nhận sự tồn tại của loài khỉ lùn tarsier Makassar, và đặc biệt là loài cua nhện "Cancrocaeca chỉ có mặt duy nhất ở trong các hang động của vùng núi đá vôi Maros.
Loài động vật nổi bật nhất của vườn quốc gia này là các loài bướm bao gồm các loài Cethosia myrana, bướm phượng cánh chim chấm liền, Troides hypolitus, Troides haliphron, Papilio peranthus.  Nhà tự nhiên học người Anh Alfred Russel Wallace gọi địa điểm này là "vương quốc bướm". Trong cuộc thám hiểm của mình vào năm 1857, Wallace đã tìm thấy 256 loài bướm, khác với báo cáo trước đó của Mattimu vào năm 1977, người đã tìm thấy 103 loài bướm bên trong vườn quốc gia với một số loài đặc hữu có thể kể đến là Papilio blumei, Papilio polytes, Papilio sataspes, và Graphium androcles.

## Hình ảnh

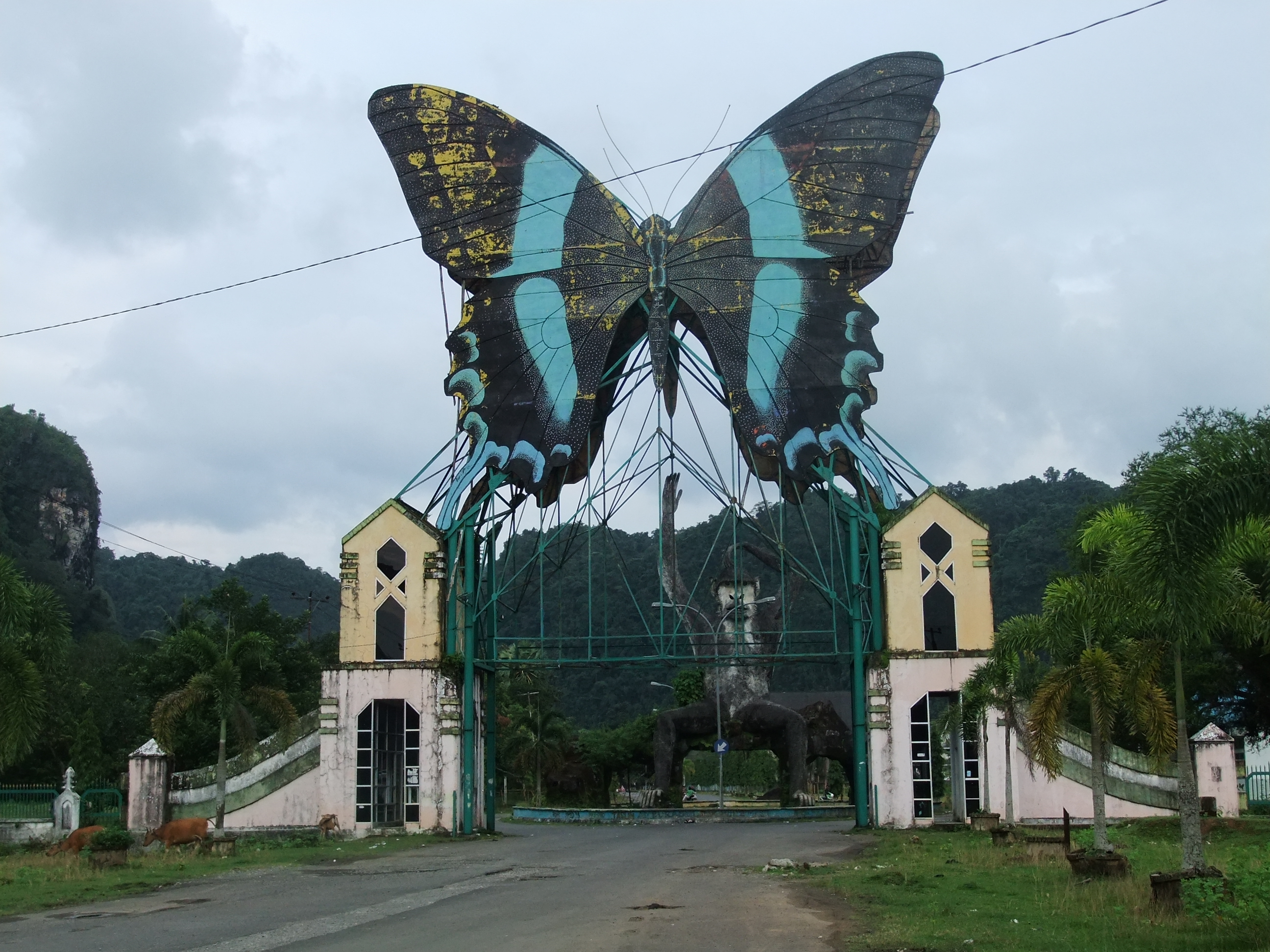
Cổng vào thác nước Bantimurung
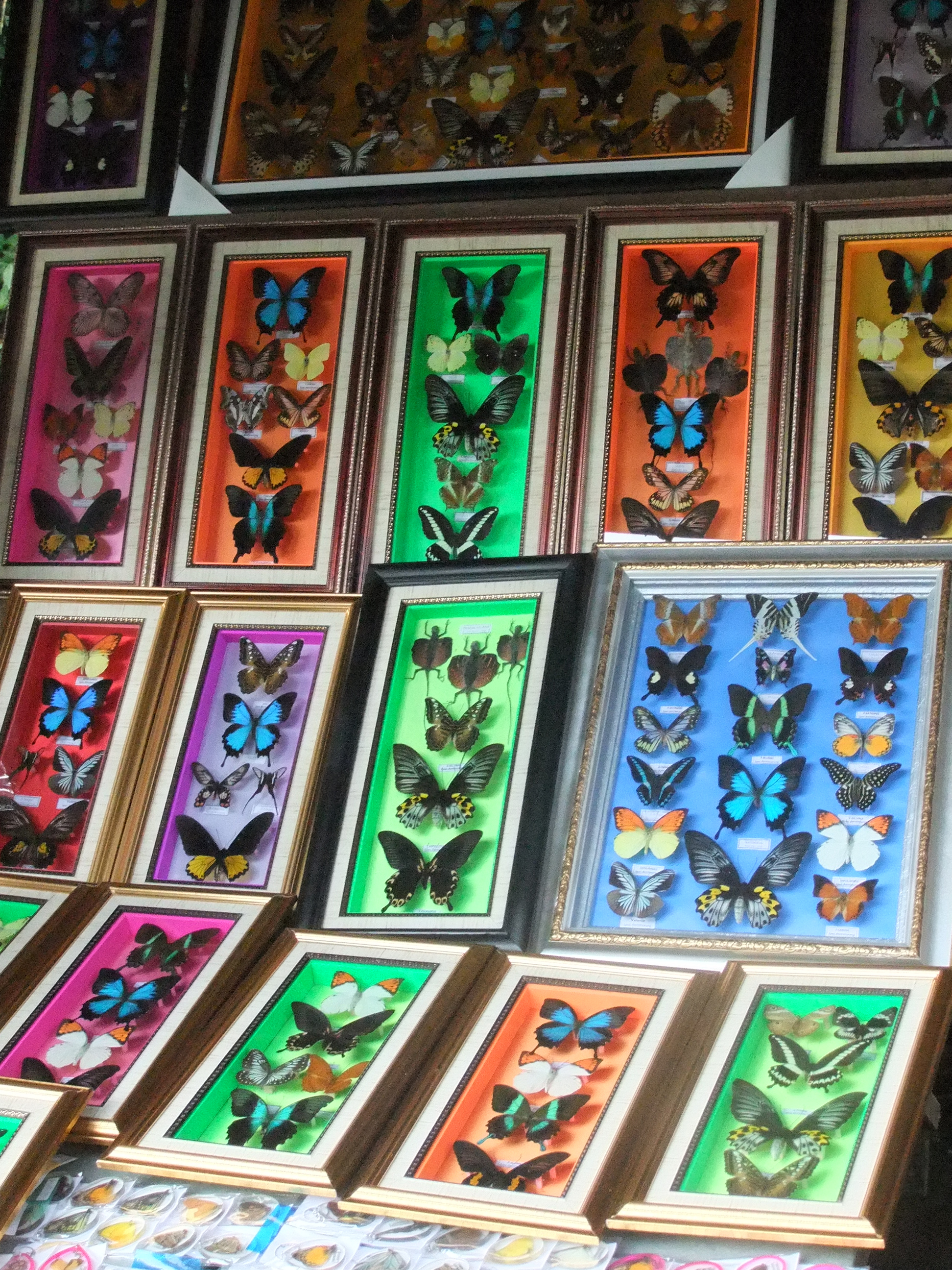
Các mẫu vật bướm được bày bán tại vườn quốc gia
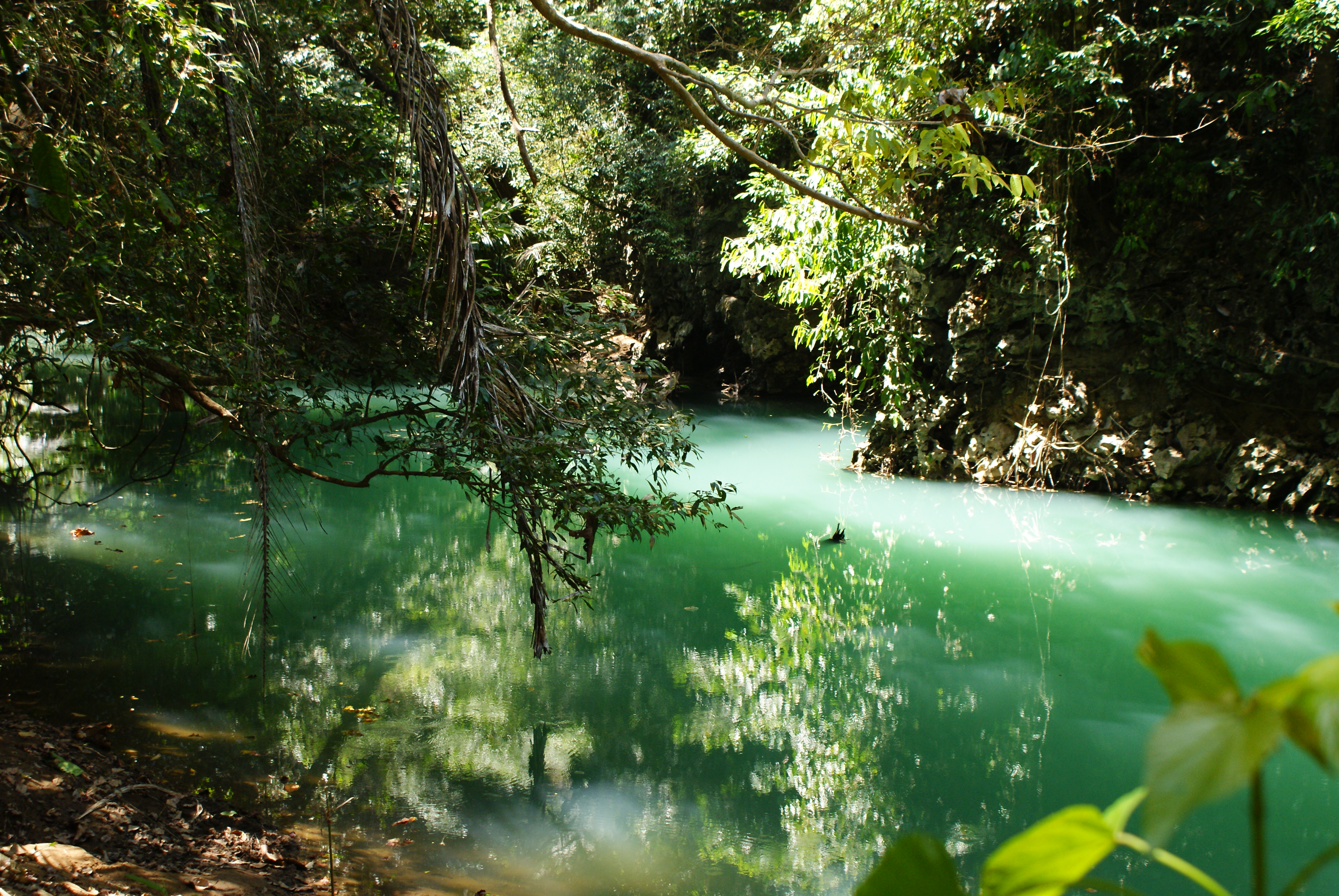
Sông xanh chảy qua vườn quốc gia
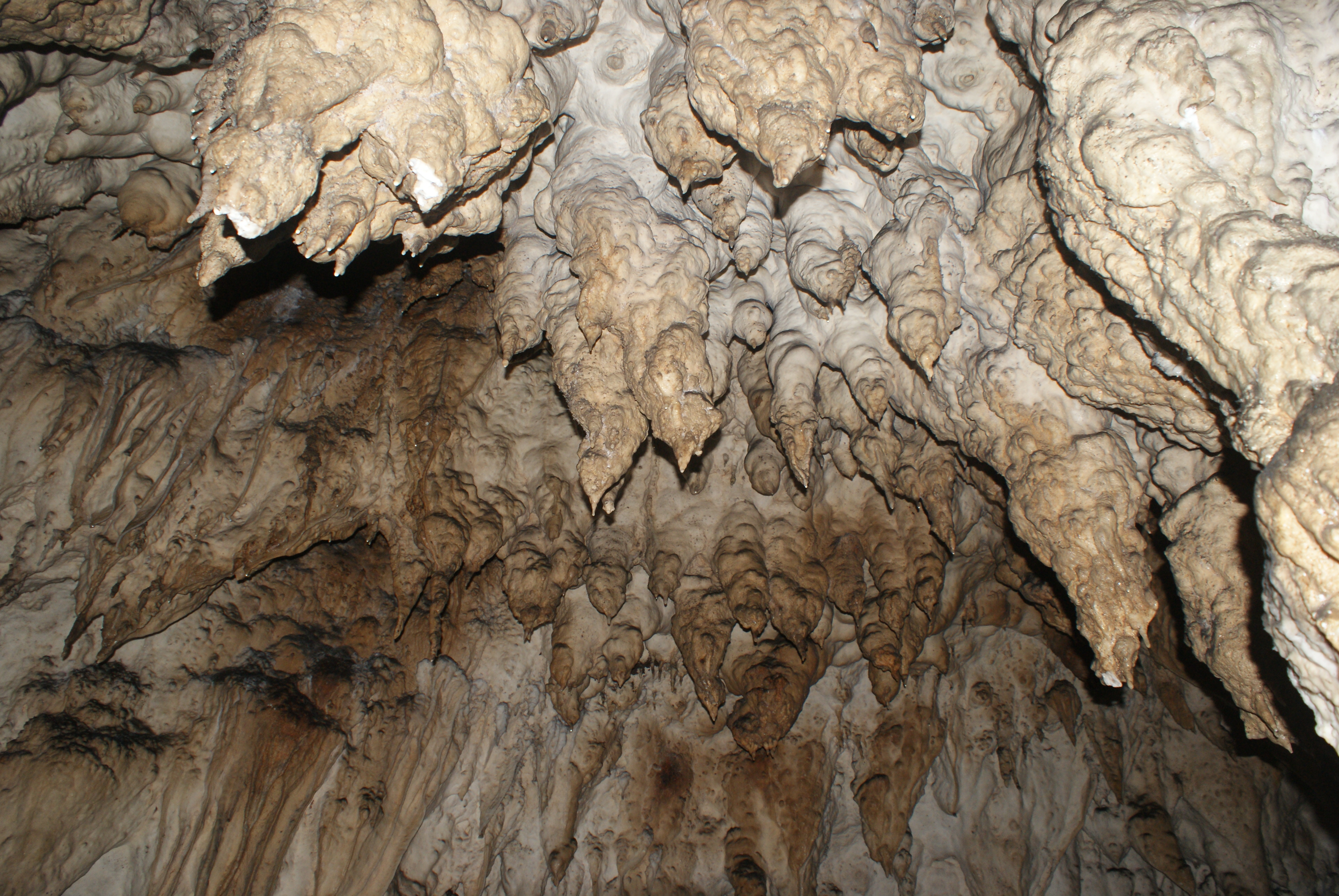
Thạch nhũ và măng đá trong hang Bantimurung
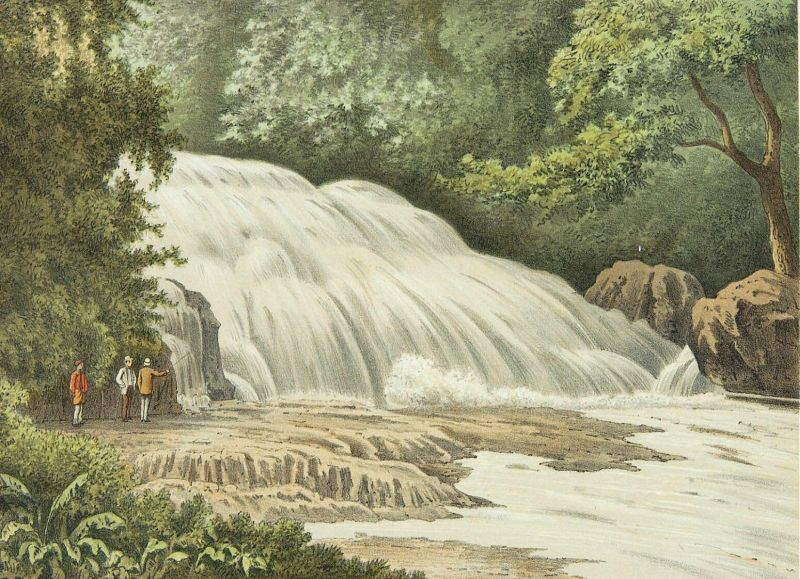
Bản in của thác nước Bantimurung năm 1883–1889 dựa theo tranh của Josias Cornelis Rappard
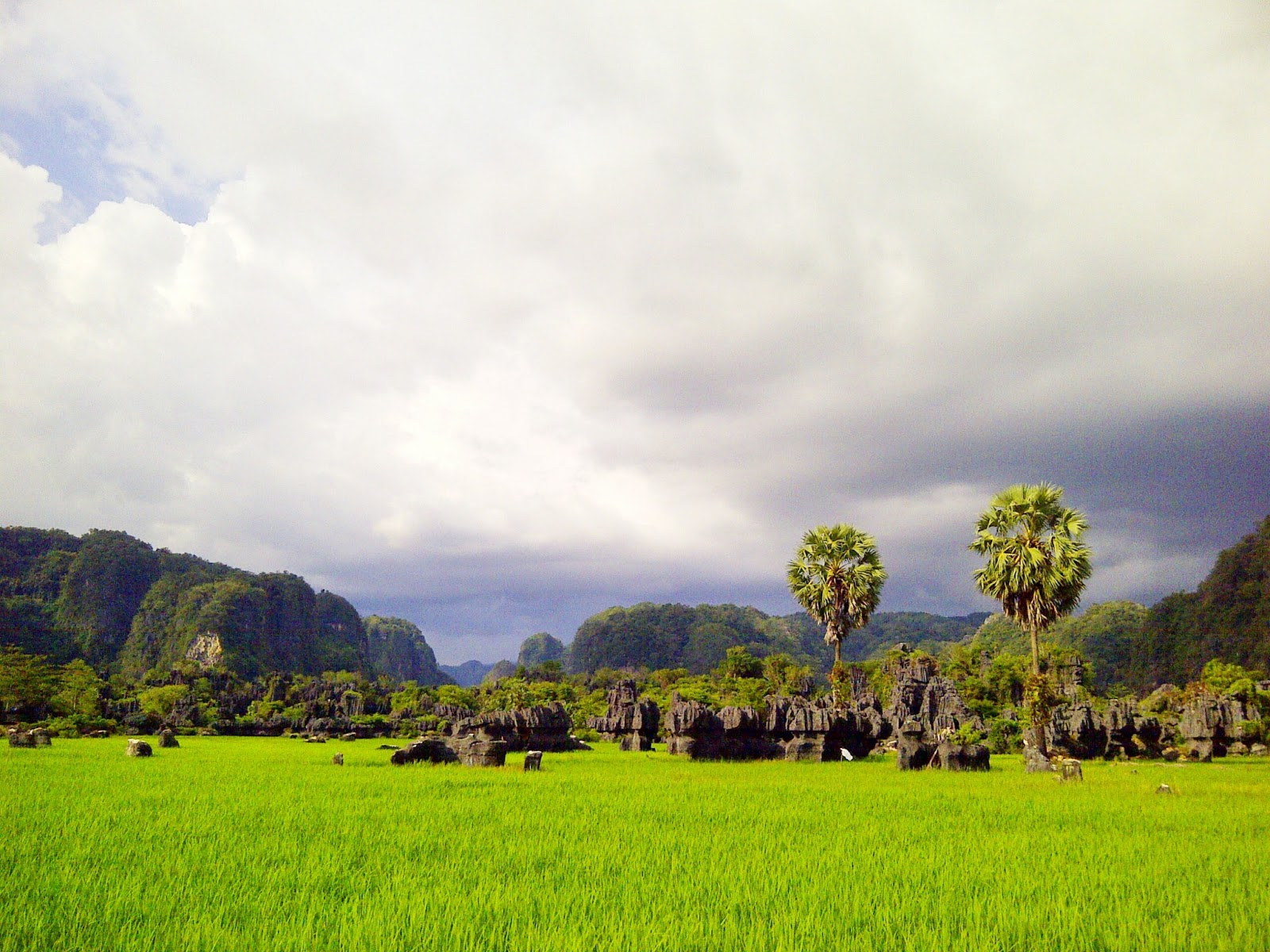
Cảnh quan núi đá vôi ở Rammang-Rammang